# Maart 2004
Dit artikel geeft een chronologisch overzicht van alle belangrijke gebeurtenissen per dag in de maand maart van het jaar 2004.

## Gebeurtenissen

### 1 maart
- Palestijnse Autoriteit - Gewapenden in de Gazastrook schieten Khalil al-Zebin (59) dood. Hij was een adviseur en een vertrouweling van Yasser Arafat.
- Irak - De regeringsraad is het eens over een nieuwe basisgrondwet. In zestig artikelen, die 3 maart officieel van kracht worden, worden onder meer vrijheid van meningsuiting en vrijheid van godsdienst veilig gesteld.
- België - Het proces tegen Marc Dutroux begint.
- Haïti - Voormalig president Jean-Bertrand Aristide verklaart in de Centraal-Afrikaanse Republiek dat hij door Amerikaanse soldaten is afgezet en ontvoerd uit Haïti. Colin Powell noemt deze claim "absurd".
- Europese Unie - De Europese Unie heft extra invoerrechten op een groot aantal Amerikaanse producten, uit protest tegen (volgens de WTO illegale) belastingvoordelen voor Amerikaanse exportbedrijven. Bush verzoekt het Congres meer haast te maken met het opheffen van die voordelen.
- België - Vandaag wordt een nieuw systeem van verkeersboetes ingevoerd.
- Thailand - Er worden regels van kracht volgens welke alle uitgaansgelegenheden om middernacht moeten sluiten, behalve als ze in een speciale zone liggen. Veel mensen verwachten dat er tienduizenden ontslagen zullen volgen en dat het toerisme hiermee een klap krijgt. Dit mede doordat de meeste restaurants, bars en clubs buiten deze zones liggen, waar de grond vooral in handen is van leden van de regering. De 'concurrenten' van Thailand, Maleisië en Singapore, verruimen juist de openingstijden.
- Nederland - De Consumentenbond gaat bemiddelen tussen energiebedrijf Essent en honderden klanten die menen een te hoge rekening te hebben gehad.

### 2 maart
- Washington D.C., VS - NASA verklaart dat de Opportunity geland is op een plek waar ooit stilstaand water aanwezig was.
- Verenigde Staten - Op Super Tuesday is John Kerry opnieuw de grote winnaar van de Democratische voorverkiezingen. Hij wint in negen staten; de reeds teruggetrokken Howard Dean pakt er een.
- Irak - In een serie aanslagen op de sjiitische gebedsplaatsen in Bagdad en Karbala, worden minstens 182 sjiieten vermoord. De sjiitische meerderheid in Irak vierde voor het eerst in drie decennia het Asjoerafeest, dat door de soennitische dictator Saddam Hoessein werd verboden.
- Pakistan - Minstens 44 sjiieten worden vermoord, wanneer men het vuur opent op een optocht voor het Asjoerafeest.
- Frans-Guyana - Nadat het vorige week verschillende keren was uitgesteld, is de Europese ruimtesonde Rosetta vandaag gelanceerd vanaf de lanceerbasis Centre Spatial Guyanais bij Kourou.
- Nederland - Minister van Justitie Piet Hein Donner wil harde straffen voor computercriminaliteit door gaan voeren. Spammen gaat hij echter niet strafbaar stellen. Opta kan wel boetes opleggen.

### 3 maart
- Jemen - Abdul Rauf Nassib en Sayyed Imam Sherif, die ervan verdacht worden hoge posten in het Al Qaidanetwerk te vervullen, zijn in Zuid-Jemen aangehouden.
- Oregon, VS - Ook in Portland, Oregon, is men inmiddels begonnen met het huwen van homoseksuelen. In meerdere Amerikaanse staten lopen inmiddels rechtszaken rond de legaliteit van de uitvoering of het verbod op het homohuwelijk. De eerste Amerikaanse homohuwelijken werden voltrokken in 1975.
- North Carolina, VS - John Edwards trekt zich, na zijn nederlagen van gisteren, terug als Democratisch presidentskandidaat. John Kerry heeft nu geen serieuze concurrenten meer en mag het waarschijnlijk gaan opnemen tegen Republikein George W. Bush.
- Volgens het wetenschappelijke blad New Scientist is ecotoerisme schadelijk voor bedreigde diersoorten.
- Frankrijk - De Italiaanse dissidente schrijver Cesare Battisti wordt vrijgelaten uit het tribunaal van Parijs.
- Nederland - Minister van Verkeer en Waterstaat Karla Peijs (CDA) maakt bekend dat Nederland toch een puntenrijbewijs zal invoeren. Strafpunten voor verkeersovertredingen zullen hierop elektronisch worden bijgehouden.
- Nederland - Benno Wiersma, de Rotterdamse projectontwikkelaar en directeur van Sunergy, is bezig met het ontwikkelen van een plan om een 10 MW Hoge Temperatuur kernReactor (HTR) te bouwen in Nederland. Het Pettense ECN en de Delftse IRI doen onderzoek naar HTR-technologie. 25 maart zullen meer details worden prijsgegeven.

### 4 maart
- België - In de Antwerpse haven lekt giftig broom uit een gekantelde vrachtwagen. Meer dan 100 mensen krijgen last van ademhalingsproblemen. Zo'n 3000 mensen worden geëvacueerd.
- Argentinië - De Duitse justitie dient een verzoek in tot uitlevering van Jorge Videla en twee andere oud-officieren. Zij worden verantwoordelijk gehouden voor de dood van twee Duitsers tijdens de junta.
- Duitsland - Mounir al-Motassadeq krijgt een nieuw proces. Het Duitse hooggerechtshof vernietigt het vonnis van een jaar geleden waarin de Marokkaan tot 15 jaar cel werd veroordeeld wegens medeplichtigheid bij de aanslagen van 11 september 2001.
- Frankrijk - Tienduizend werknemers van de Franse SNCF beginnen een zoektocht naar explosieven met een tijdklok, die volgens de onbekende groep AZF langs het 32.000 kilometer lange spoor geplaatst zijn. AZF eist een losgeld van vier miljoen dollar en een miljoen euro.
- Nederland - Volgens het College voor zorgverzekeringen (CVZ) is een half miljoen Nederlanders niet meer verzekerd voor tandheelkunde. Dit zou een gevolg zijn van de bezuinigingen van het kabinet-Balkenende II. Vooral minima zouden de premies niet meer op kunnen brengen.
- Nederland - De Tweede Kamer wil een verbod op treiterlijnen.
- Nederland - Tweede Kamerlid Marijke Vos van GroenLinks, voorzitter van de parlementaire enquêtecommissie Bouwnijverheid vindt de topmannen uit de bouwwereld die beweerden niks te weten van illegale prijsafspraken ongeloofwaardig.
- Nederland - Volgens zeventig procent van 420 ondervraagde werkzoekenden krijgen zij te weinig informatie bij inschrijving bij het Centrum voor Werk en Inkomen (CWI). 61 procent ziet het CWI als 'traag' en 'bureaucratisch'.

### 5 maart
- Verenigde Staten - De Amerikaanse president George W. Bush krijgt kritiek op televisiespots voor zijn verkiezingscampagne waarin hij beelden van 11 september 2001 gebruikt. Zowel brandweermannen en nabestaanden beweren dat hij andermans leed gebruikt voor eigen politiek gewin.
- Irak - De onderhandelingen over een grondwet voor Irak worden op het laatste moment voor ondertekening toch opgeschort. Reden is dat een aantal sjiitische leden zich verzetten tegen de mogelijkheid dat in het referendum over de definitieve grondwet, deze verworpen wordt als drie provincies tegen stemmen. Dit zou de Koerden de facto een vetorecht geven.
- Nederland - Actievoerders in Amsterdam geven met een witte pijl in de vorm van een huis aan dat specifieke panden gebruikt kunnen worden voor de opvang van uitgeprocedeerde asielzoekers. De verontruste bewoners van deze huizen (onder andere burgemeester Job Cohen van de gemeente Amsterdam) waren vooraf niet op de hoogte gesteld van de actie.

### 6 maart
- Gazastrook - Vier Palestijnen komen om het leven wanneer hun jeeps met explosieven vroegtijdig ontploffen in vuurgevechten. Palestijnen en jeeps waren gecamoufleerd als toebehorend aan het Israëlische leger. Twee Palestijnse politieagenten komen om het leven en 15 omstanders raken gewond. Fatah, Hamas en de Islamitische Jihad eisen gezamenlijk de verantwoordelijkheid op.
- Spanje - Op het eiland Menorca op de Balearen is Joan Ruidavets Moll, de oudste man ter wereld volgens het Guinness Book of Records, op 114-jarige leeftijd overleden.
- Nederland geeft nabestaanden van de in 1996 overleden kinderen in Haïti door vergiftigde glycerine een schadevergoeding.
- Nederland - Volgens een onderzoek van de Volkskrant genieten bestuurders van een aantal charitatieve doelen riante salarissen. Volkert Manger Cats, de directeur van de Hartstichting, ontvangt 170.000 euro per jaar. Ook een aantal medewerkers van sommige goede doelen toucheert flinke bedragen: SOS Kinderdorpen betaalt haar medewerkers 55.000 euro per jaar.[bron?]
- Madagaskar - De orkaan (zware storm, ook wel cycloon genoemd) treft Madagaskar. Minimaal 115 doden en er worden 165 mensen vermist, waaronder een veerboot met 100 mensen.

### 7 maart
- Griekenland - Bij parlementsverkiezingen in Griekenland wint de conservatieve partij. Costas Caramanlis wordt de nieuwe premier.
- Gazastrook - Bij een actie tegen militante Palestijnen zijn door het Israëlische leger 14 Palestijnen gedood, en vielen er ca. 50 gewonden.
- Sport - Michael Schumacher wint de eerste GP van het seizoen. De Scuderia Ferrari-rijder leidde van start tot finish, en eindigde voor stalgenoot Rubens Barrichello. De Spanjaard Fernando Alonso (Renault) eindigde op de derde plaats, op ruim een halve minuut van de winnaar.
- Nederland - DSM wil een schikking treffen met asbestslachtoffers die jarenlang in de staatsmijnen hebben gewerkt. Het chemieconcern heeft 50.000 euro over voor de slachtoffers.

### 8 maart
- Irak - Abu Abbas, een Palestijnse terrorist die geacht wordt verantwoordelijk te zijn voor de kaping van de Achille Lauro, sterft in Amerikaanse gevangenschap in Irak.
- Irak - De regeringsraad van Irak tekent een tijdelijke grondwet die moet voorbereiden op de voor 30 juni geplande machtsoverdracht van de door de VS geleide internationale coalitie naar eigen bestuur.
- Centraal-Afrikaanse Republiek - De voormalige president van Haïti, Jean-Bertrand Aristide, zegt nog altijd president te zijn en roept op tot vredig verzet.
- Nederland - Warner Music Benelux zegt het contract met verschillende artiesten op. Muzikanten als Krezip, Ilse DeLange en Rosemary's Sons, alswel twaalf medewerkers worden op straat gezet. Warner wijt de bezuinigingen aan het illegaal downloaden van muziek.

### 9 maart
- Pakistan - Pakistan test een middellangeafstandsraket, Shaheen-2. Deze raket, die geladen kan worden met kernkoppen, heeft een bereik van tweeduizend kilometer en zou daarom alle steden in buurland India kunnen bereiken.
- Madagaskar - Een veerboot van de Comoren die maandagochtend (8 maart) in Mahajanga aan had moeten komen is nog steeds niet gesignaleerd. Autoriteiten vrezen dat de boot, met honderd opvarenden, getroffen is door de cycloon Galifo.
- Nederland - Acteur en televisiepersoonlijkheid Albert Mol overlijdt op 87-jarige leeftijd.
- Europese Unie - De richtlijn voor softwarepatenten is zonder amendementen het Europees Parlement gepasseerd.

### 10 maart
- Maryland, VS - De Hubble ruimtetelescoop in Baltimore heeft foto's gemaakt van sterrenstelsels kort na hun ontstaan. Het licht van deze stelsels is 13 miljard jaar geleden ontstaan.
- Nederland - Volgens een uitgelekt rapport van de parlementaire onderzoekscommissie zorguitgaven is vijftien miljard euro aan in de zorg gestoken gelden niet meer te traceren. Dit meldt de Volkskrant. Het rapport zal over een week openbaar worden.
- Nederland - De gemeente Haarlem zal van Microsoft Office overstappen naar OpenOffice.org. Men denkt hiermee jaarlijks 500.000 euro te besparen.
- Nederland - In een woning in Brunssum treft een huishoudster een 77-jarige inwoner van die plaats dood aan. De man is door een misdrijf om het leven gekomen, zo deelt de politie mee.

### 11 maart
- Spanje - Door bomaanslagen op drie treinen bij een station in Madrid worden in totaal minstens 200 mensen vermoord en raken er circa 1400 verwond. Volgens verslag van al-Quds in Londen neemt Al Qaida de verantwoordelijkheid op zich voor de bloedige aanslag. Zie ook Bomaanslagen in Madrid van 11 maart 2004.
- Verenigd Koninkrijk - In een interview voor de BBC kondigt George Michael aan zijn muziek alleen nog maar weg te geven via internet. Hij heeft naar eigen zeggen al genoeg verdiend en vindt het niet meer leuk beroemd te zijn. Door geen geld meer op te leveren verwacht hij een stuk minder interessant te zijn voor de media.
- Nederland - De rechtbank in Leeuwarden veroordeelt Simon S. tot vijf jaar gevangenisstraf. Hij ontvoerde in augustus 2003 de toen 11-jarige Lusanne van der Gun, maar liet haar na drie dagen vrijwillig vrij.
- Washington, VS - Microsoft wil voor de Benelux ook de namen Lin---s en Lin-dash laten verbieden. Eerder al heeft een Nederlandse rechter bepaald dat de naam Lindows niet meer mag worden gebruikt. Microsoft heeft een dwangsom van 124.000 dollar per dag weten te bewerkstelligen voor elke dag dat de site Lindows.com nog toegankelijk is voor bezoekers uit de Benelux. Volgens Amerikaans zakenman Michael Robertson komt dit neer op een censuur van het internet.
- Tsjechië - Bij een ongeluk in een kolenmijn in Ostrava komen zeven mensen om.
- Nederland - Minister van Sociale Zaken en Werkgelegenheid Aart Jan de Geus komt met voormalig UWV-topman Tjibbe Joustra een vertrekregeling overeen.

### 12 maart
- Spanje - In Madrid demonstreren 2 miljoen mensen tegen de terreur. Ook elders in Spanje worden antiterreur demonstraties gehouden. In totaal komen 12 Spanjaarden op de been. Zie ook Bomaanslagen in Madrid van 11 maart 2004.
- Iran - Iran weigert al meer dan een maand medewerking met een serie brandende inspecties door de Verenigde Naties in haar nucleaire installaties. De Iraanse ambassadeur in Oostenrijk ontkent dat hier een politiek motief achter schuilt.
- Syrië - In verschillende noord-syrische steden worden protesten gehouden door de koerden tegen onregelmatigheden tijdens een voetbalmatch de dag ervoor. De syrische autoriteiten pakken de protesten met harde hand aan. Veel mensen laten het leven.
- Zuid-Korea - Het parlement van Zuid-Korea besluit tot afzetting van president Roh Moo-hyun.
- Griekenland - Griekenland vraagt hulp aan de NAVO voor de beveiliging van de Olympische Spelen in augustus in Athene.
- Nederland - De politie houdt de laatste verdachte uit een groep van vijf graffitispuiters aan. De spuiters hebben zeker 150 tekeningen op treinen aangebracht. De schade bedraagt 200.000 euro sinds het jaar 2000.

### 13 maart
- Nederland - Een pluimveebedrijf in het Groningse Uithuizermeeden is geruimd omdat er waarschijnlijk een lichte vorm van de vogelpest is ontdekt.
- Thailand - In de Thaise provincies Uttaradit en Chiang Mai worden nieuwe uitbraken van de vogelpest ontdekt.

### 14 maart
- Spanje - De verkiezingen in Spanje leveren een verrassende overwinning op voor de Socialistische partij. De regerende Partido Popular is vermoedelijk afgestraft voor haar theorie dat de bomaanslagen in Madrid aan ETA te wijten waren. De deelname aan de Golfoorlog was al weinig populair. Premier José María Aznar was geen kandidaat.
- Israël - Tien Israëlische burgers worden vermoord en 16 verwond in een dubbele zelfmoordaanslag in Ashdod. Fatah en Hamas eisen gezamenlijk de verantwoordelijkheid op. De daders kwamen uit de Gazastrook.
- Spanje - De Spaanse regering verklaart in het bezit te zijn van een videocassette waarin Bin Ladens terreurbeweging Al Qaida verantwoordelijkheid eist voor de moord op 200 burgers en de verwonding van 1400 anderen. De Spaanse overheid heeft vijf verdachten gearresteerd, waarvan drie Marokkanen en twee Indiërs. Men was de verdachten op het spoor gekomen doordat een van hen een mobiele telefoon had verloren. Zie ook bomaanslagen in Madrid van 11 maart 2004.
- Rusland - Zittend president Vladimir Poetin wint zoals verwacht met overmacht de presidentsverkiezing. De opkomst is hoger dan verwacht.
- Spanje - Een Baskische bakker is doodgeschoten door een politieman vanwege het weigeren een ereteken op te hangen voor de 200 slachtoffers van de bomaanslagen in Madrid. De bakker behoorde tot een groep ouders van wie de kinderen worden verdacht van banden met de ETA. De verboden politieke partij Batasuna had opgeroepen tegen de moord, en noemt de man het "201e slachtoffer".
- Iran - Hassan Rohani, de baas van het Iraanse nucleaire programma verklaart dat de Iraanse overheid verder alle VN-inspecties van de Iraanse nucleaire installaties schorst.
- Palestijnse Autoriteit - Een geheim militair tribunaal in de Gazastrook laat 4 mannen vrij, die verdacht werden betrokken te zijn bij de moord op drie Amerikaanse veiligheidsagenten. Een derde agent raakte gewond. De agenten bewaakten op 15 oktober Amerikaanse diplomaten die Palestijnse kandidaten interviewden voor Fulbright beurzen, door de Amerikaanse overheid gefinancierde studies. Arafat moet het besluit van de rechters nog autoriseren.
- Nederland - De Tweede Kamer vindt dat de Nederlandse bijdrage aan Stabilisation Force Iraq los moet staan van de aanslagen in Madrid, ondanks het gevaar voor vergelijkbare aanslagen in Nederland.

### 15 maart
- Californië, VS - Astronomen van de Caltech universiteit maken de ontdekking, in november 2003, van Sedna bekend. Met de vondst komt mogelijk de definitie van Pluto als planeet te wankelen.
- Nederland - In het Noord-Hollandse Obdam wordt het eerste Nederlandse kievitsei van 2004 gevonden.
- Nederland - Ralph Inbar (65) overleden.
- China - De regering van Beijing verklaart 4 dagen voor de verkiezingen in Taiwan een gezamenlijke marine-oefening te houden met Frankrijk. In reactie bevriest Taiwan zijn samenwerking met de Franse overheid. Volgens Reuters zou Jacques Chirac zich lenen voor het Chinese machtsspel om de interesse van de Franse zakenwereld te bevorderen. Rond de vorige verkiezingen in Taiwan hield China ook grootscheepse oefeningen.
- Nederland - In een enquête van Intomart GFK geeft 61% van de meer dan 500 ondervraagden aan dat de Nederlandse troepen op 1 juli moeten vertrekken uit Irak.

### 16 maart
- Rusland - Door een gasexplosie in een flat in de Noord-Russische stad Archangelsk komen zeker 39 mensen om waarvan 5 kinderen. De Russische autoriteiten gaan er vooralsnog van uit dat het om een gaslek gaat.

### 17 maart
- Spanje - Aantredend premier José Luis Rodríguez Zapatero wil de daad bij woord voegen, en de Spaanse troepen terugtrekken uit Irak. Hij noemde de bezetting een 'fiasco'. Samen met 'bondgenoten' de VS en het VK wil hij de terreur aanpakken, te beginnen op eigen bodem.
- Irak - Bij een aanslag op het Mount Lebanon-hotel in Bagdad met een autobom, worden zeker 28 mensen gedood en 40 verwond. Volgens de VS is de ongeveer 500 kg zware bom typerend voor de werkwijze van Ansar al-Islam, die gelieerd is aan Al Qaida.
- Washington D.C., VS - Naar vandaag is uitgelekt, heeft een Amerikaans onbemand spionagevliegtuig in 2000 Osama bin Laden gezien in Afghanistan.
- Nederland - Na FC Twente heeft ook FC Utrecht zich geplaatst voor de finale van de Amstel Cup. Dit ging ten koste van eerstedivisieclub Sparta. Na de verlenging was de stand 3-3, waarna Utrecht de strafschoppenserie won.
- Servië en Montenegro - Bij onlusten tussen Albanezen en Serviërs in Mitrovica, Kosovo, zijn zeker 10 doden en 250 gewonden gevallen. In Belgrado raakt de politie slaags met demonstranten tegen het geweld in Kosovo.
- Haïti - Interim-president Boniface Alexandre installeert de nieuwe overgangsregering van premier Gérard Latortue.

### 18 maart
- Spanje - De videoband waarop Al Qaida de verantwoordelijkheid opeist voor de aanslag in Spanje, is vermoedelijk in Amsterdam of Brussel gemaakt. Dit meldt de Spaanse krant El Periódico.
- België - NAVO stuurt duizenden extra militairen naar Kosovo om de onlusten tussen Serviërs en Albanezen te beheersen. Het gaat voornamelijk om Amerikaanse en Italiaanse militairen.
- Nederland - In Hoorn wordt de moordenaar van Klaas Bruinsma, Martin Hoogland, van zijn fiets geschoten en komt daarbij om het leven.
- Polen - De Poolse president Aleksander Kwaśniewski vindt dat Polen 'misleid' is over de aanwezigheid van massavernietigingswapens in Irak. Hij overweegt echter geen terugtrekking van de Poolse militairen.
- Georgië - President Micheil Saakasjvili en Aslan Abasjidze, de leider van het autonome landsdeel Adzjarië, bereiken een doorbraak in de onderhandelingen. De economische blokkade van Adzjarië wordt opgeheven.

### 19 maart
- Spanje - Een Spaanse rechter verlengt het arrest van drie Marokkanen en twee Indiërs. Zij worden ervan verdacht de aanslagen op de forensentreinen in Madrid te hebben uitgevoerd.
- Thailand - 22 gebouwen in de provincies Pattani (17), Songkhla (4) en Yala (1) zijn in de voorafgaande nacht in brand gestoken. Het betreft voornamelijk overheidsgebouwen. De regering beschuldigt terroristen van de aanvallen.
- Taiwan - Tijdens de campagne worden de president van Taiwan Chen Shui-bian en vicepresident Annette Lu neergeschoten. Ze verkeren beiden buiten levensgevaar. De verkiezingen van zaterdag gaan gewoon door.
- Pakistan - In de regio Waziristran zijn Amerikaanse en Pakistaanse troepen in gevecht met een groot aantal talibanstrijders. Onder hen zou zich de tweede man van al Qaida, Ayman al-Zawahiri, bevinden.
- Finland - Een busongeluk in Äänekoski kost aan zeker 24 mensen het leven.

### 20 maart
- Taiwan - President Chen Shui-bian, die een dag eerder werd neergeschoten, wint nipt de verkiezingen. Een gelijktijdig referendum over de relatie met China wordt ongeldig verklaard door een te lage opkomst.
- Israël - George Khouri wordt doodgeschoten tijdens het joggen in Oost-Jeruzalem door de militaire tak van de Fatah, de Al-Aksa Martelarenbrigades. De brigades bieden echter hun excuses aan nadat blijkt dat hij geen Jood, maar een Arabisch-christelijke student is. Zijn grootvader werd ook vermoord in een terroristische aanslag.
- Nederland - Prinses Juliana overlijdt vroeg in de ochtend. Ze was koningin van Nederland van 1948 tot 1980. Hoewel prinses Juliana de laatste jaren in slechte psychische gezondheid verkeerde, heeft ze de leeftijd van 94 jaar bereikt.

### 21 maart
- Nederland - Geboorte van Claus-Casimir, zoon van Prins Constantijn en Prinses Laurentien.
- Nepal - Bij gevechten tussen regeringssoldaten en Maoïstische rebellen vallen ruim vijfhonderd doden.

### 22 maart
- Paus Johannes Paulus II ontvangt de buitengewone Karel de Grote-prijs vanwege zijn inzet voor de samenwerking tussen de Europese landen en aan het uitdragen van Europese waarden als vrijheid, gelijkheid en solidariteit.
- Gazastrook - Sjeik Ahmad Yassin, algemeen leider van Hamas, wordt door Israël geliquideerd.
- Macedonië vraagt het EU-lidmaatschap aan.

### 23 maart
- Brussel - In verschillende nieuwsmedia lekt het bericht uit dat Eurocommissaris Mario Monti op 24 maart het softwarehuis Microsoft een boete op zal leggen van 497 miljoen euro wegens overtreding van het Europese verbod op monopolistisch machtsmisbruik. De straf voor Microsoft zal daarnaast bestaan uit een aantal maatregelen om verder machtsmisbruik tegen te gaan.
- Thailand - Om 05:15 Nederlandse tijd doet zich een bomexplosie voor in een gebouw van de telefoonmaatschappij van Thailand in de stad Narathiwat in de provincie Narathiwat. Dit gebouw is tegenover het stadhuis waar op hetzelfde moment de ministers Bhokin Bhalakula en Chettha Thanajaro een ontmoeting hadden om te praten over de onlusten in Zuid-Thailand. Een onbekend aantal mensen is gewond geraakt.

### 24 maart
- Nederland - Het stoffelijk overschot van Prinses Juliana wordt overgebracht van Paleis Soestdijk naar Paleis Noordeinde. Daar kunnen de mensen van donderdag tot zondag afscheid van de prinses nemen. Dinsdag 30 maart zal de koningin-moeder bijgezet worden in de nieuwe kerk te Delft
- Servië en Montenegro - Bij een schietpartij in Pristina komen een Kosovaarse agent en een Ghanese VN-militair om. Dit is de tweede gedode VN-agent in Kosovo sinds het in 1999 onder VN-bewind kwam.

### 25 maart
- Nederland - Na de valse bommelding gisteren in Rijswijk aan de A4, waren er vandaag valse bommeldingen in Amsterdam, Roosendaal en Leiden. De stations werden ontruimd en het treinverkeer ondervond hinder.
- Thailand - De Thaise politie vraagt een arrestatiebevel aan voor de arrestatie van de parlementariër Najmuddin Umar uit Narathiwat van de regerende Thai Rak Thai partij. De parlementariër zou samen met acht anderen betrokken zijn bij de overval op een militair kamp in Zuid-Thailand en de daaropvolgende aanslagen.
- Turkije - Bij een aardbeving in het oosten van Turkije zijn minstens 9 mensen om het leven gekomen waaronder zeven kinderen. De aardbeving had een kracht van 5,1 op de schaal van Richter.
- Gazastrook - Abdel Aziz al-Rantissi wordt door een commissie gekozen tot de nieuwe leider van Hamas in de Gazastrook. Ondanks dat hij een tot de nok gevuld stadium verklaarde de opvolger van Yassin te zijn, blijkt dat die 'eer' uiteindelijk werd toebedeeld aan Haled Mashal in Damascus.

### 26 maart
- Palestijnse Autoriteit - Een Palestijn komt om het leven en vier raken gewond bij het voorbereiden van een aanslag.
- Nederland - De minderjarige Said B. wordt veroordeeld tot drie jaar cel, omdat hij op 5 oktober 2003 begon met het geweld waardoor Anja Joos overleed.
- Nederland - De Nederlandse Orde van Advocaten gaat akkoord met een vijfjarige proef met een no-cure-no-payregeling in letsel- en overlijdensschadezaken.
- Frankrijk - 3 AZF verdachten worden opgepakt.
- Washington, VS - Lindows verzoekt bij de rechtbank in Seattle, dat Microsofts merknaam Windows wereldwijd ongeldig wordt verklaard.
- Friesland, Ned. - De Friese Ried fan de Fryske Beweging laat in een brief aan Stichting Internet Domeinregistratie Nederland (SIDN) dat zij vindt dat domeinnamen met leestekens (zoals www.fryslân.nl) mogelijk moeten zijn. De stichting vindt dat zij nu "echt een modderfiguur" slaat.

### 27 maart
- Californië, VS - De NASA heeft met een scramjet, het experimenteel toestel de X-43A een hypersonische snelheid bereikt van Mach 7 (ongeveer 8050 km/h). Hierdoor is het het snelste toestel dat zelf zijn zuurstof (nodig voor de verbranding) uit de lucht haalt, enkel raketten zijn sneller.
- Thailand - Bij een bomexplosie in de plaats Sungai Golok zijn 27 mensen gewond geraakt, 22 Thai en vijf Maleisiërs. De bom was geplaatst in een geparkeerde brommer. De aanslag had plaats in een nauwe straat waar veel Maleisische mannen uitgaan en waar veel bierbarren en karaokes zijn. Bij het geweld in Zuid-Thailand zijn sinds het begin van 2004 meer dan 55 mensen om het leven gekomen en meer dan honderd gewond.
- Thailand - De eerste druk van een boek dat kritiek levert op minister-president Thaksin Shinawatra is binnen een paar uur uitverkocht.
- Groningen - Tijdens werkzaamheden ontstaat een breuk in een hogedrukleiding van het gasnet. Het verkeer op het nabijgelegen Julianaplein, het drukste verkeersknooppunt in het Noorden, wordt uren stilgelegd. Later blijkt dat beheerder Essent de zaken niet goed voor elkaar heeft, en niet altijd weet wat en waar in de grond zit.
- Parijs - Het Franse rugbyteam verzekert zich van de eindzege in het Zeslandentoernooi voor mannen door Engeland in de afsluitende wedstrijd met 24-21 te verslaan.

### 28 maart
- Georgië - De partij van president Saakasjvili won bij de parlementsverkiezingen 135 van de 150 te verdelen zetels. Dit waren herhalingsverkiezingen als gevolg van de Rozenrevolutie enkele maanden eerder, waarbij 150 van de 235 zetels opnieuw verkozen werden.
- Israël - Staatsadvocate Edna Arbel dient een ontwerp-aanklacht in tegen premier Ariel Sharon bij procureur generaal Menachem Mazuz met het advies de zaak aanhangig te maken. Sharons politieke lot ligt nu bij Mazuz, die alleen naar de rechtbank wil stappen als de corruptie-aanklacht zeer hoge kans heeft te slagen. Als het tot een aanklacht komt, kan Sharon aftreden of met onbeperkt verlof gaan.
- Frankrijk - De Conservatieve partij van president Jacques Chirac ondergaat een aanzienlijk grotere nederlaag dan al werd verwacht bij de tweede ronde van de regionale verkiezingen. De sociaaldemocraten behalen de helft van de stemmen. Front National verliest licht en komt uit op 12,5%. Er worden veranderingen in de regering verwacht, inclusief wellicht het ontslag van premier Jean-Pierre Raffarin.
- Nederland - Cabaretière Lenette van Dongen en zanger-componist Spinvis winnen de Annie M.G. Schmidt-prijs voor het lied Voor ik vergeet.
- Palestijnse Autoriteit - Hamasleider Abdel Aziz al-Rantissi noemt president Bush een vijand van God, de islam en de moslims.
- Afghanistan - President Hamid Karzai maakt bekend dat de presidentsverkiezingen uitgesteld worden tot september 2004 (was: juni). Het uitstel is noodzakelijk in verband met problemen met de kiezersregistratie en het garanderen van de veiligheid.
- Zwitserland - In een interview met Le Matin Dimanche zegt president Joseph Deiss dat hij wil dat Zwitserland "op de lange termijn" lid wordt van de Europese Unie.
- Nederland - In Eindhoven scherpt Nederland het wereldrecord op de incourante 4x50 meter vrije slag aan tot 1.28,34. Verantwoordelijk daarvoor zijn vier zwemmers van PSV: Mark Veens, Gijs Damen, Klaas-Erik Zwering en Pieter van den Hoogenband.

### 29 maart

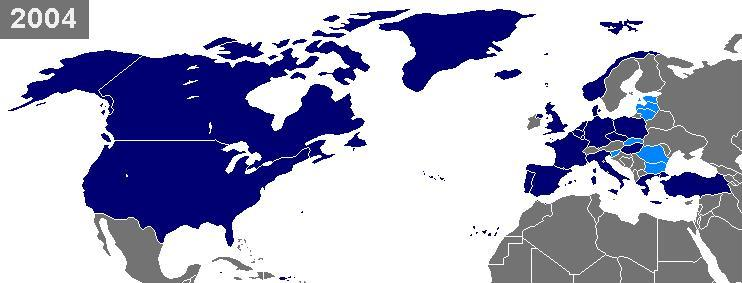
29 maart - Estland, Letland, Litouwen, Slowakije, Slovenië, Roemenië en Bulgarije worden lid van de NAVO

- Estland, Letland, Litouwen, Slowakije, Slovenië, Roemenië en Bulgarije treden toe tot de NAVO.
- Oezbekistan - op een markt in Tasjkent blaast een vrouw zichzelf op. Daarbij vallen minsten 19 doden en 26 gewonden. De actie zou waarschijnlijk het werk zijn van een islamitische terreurgroep die gelieerd is aan Al Qaida.

### 30 maart
- Filipijnen - De regering zegt dat nabij de hoofdstad Manilla een grote hoeveelheid TNT werd gevonden en vier moslimextremisten werden opgepakt. Volgens de autoriteiten zou hiermee een aanslag met de grootte van die in Madrid verijdeld zijn. In mei zijn er verkiezingen in het land.
- Thailand - In de provincies Yala en Narathiwat zijn 14 brandstichtingen geweest. Ook is een aanslag gepleegd op het tijdelijke hoofd van de politie van Yala, politiekolonel Parinya Kwanyuen.
- Thailand - Het kabinet heeft een verhoging goedgekeurd van de vergoeding van het gebruik mobiele telefoons van 1000 baht naar 4000 baht per maand voor hoge ambtenaren. Het bedrijf AIS, dat het grootste deel van de Thaise mobieletelefoonmarkt beheerst, is eigendom van de familie van minister-president Thaksin Shinawatra.
- Nederland - Onder grote belangstelling wordt het lichaam van Koningin Juliana bijgezet in het familiegraf van de koninklijke familie in de Nieuwe Kerk te Delft. Langs de route van Paleis Noordeinde naar Delft staan ongeveer 60.000 mensen om haar de laatste eer te bewijzen.
- Nederland - Op een school in Heerenveen steekt in de pauze een 14-jarige scholier een 17-jarige schoolgenoot neer. Het slachtoffer wordt zwaargewond opgenomen in het ziekenhuis.
- Nederland - Om circa 15.15 (MET) valt in Elsloo een hoogspanningsmast om. Op dat moment worden reparatiewerkzaamheden aan de fundering van de mast verricht, nadat deze een half jaar eerder beschadigd was geraakt na een brand bij de ernaast gelegen palletfabriek Benedco. Omdat de mast een ondergrondse NAVO- brandstofleiding raakt, worden omwonenden geëvacueerd.

### 31 maart
- Irak - Vier Amerikanen, die voor het particuliere beveiligingsbedrijf Blackwater USA in Irak werken, worden vermoord bij een aanslag. Hun lijken worden door de straten van Fallujah gesleept en op gruwelijke manieren bewerkt. De beelden hiervan veroorzaken heftige verontwaardiging.
- Nederland - Ministers Piet Hein Donner (Justitie) en Johan Remkes (Binnenlandse Zaken) maken een pakket van maatregelen bekend om terrorisme in Nederland tegen te gaan.

← · januari · februari · maart · april · mei · juni · juli · augustus · september · oktober · november · december ·  →